# NGC 7369
NGC 7369 (również PGC 69619) – galaktyka spiralna (Sc), znajdująca się w gwiazdozbiorze Pegaza. Odkrył ją Heinrich Louis d’Arrest 29 sierpnia 1865 roku.